# Mary Gordon
Mary Gordon (Glasgow, 16 maggio 1882 – Pasadena, 23 agosto 1963) è stata un'attrice scozzese.

## Filmografia
- Madame X, regia di Lionel Barrymore (1929)
- A Fool's Advice, regia di Ralph Ceder (1932)
- Colpo proibito (The Irish in U.S.), regia di Lloyd Bacon (1935)
- Il mistero del carillon o Vestito per uccidere (Dressed to Kill), regia di Roy William Neill (1946)
- Il piccolo gigante (Little Giant), regia di William A. Seiter (1946)
- Charlie Chan a Chinatown (Shadows Over Chinatown), regia di Terry O. Morse (1946)
- The Hoodlum Saint, regia di Norman Taurog (1946)
- Il massacro di Fort Apache (Fort Apache), regia di John Ford (1948)
- Il capitano Gary (Deputy Marshal), regia di William Berke (1949)
- West of Wyoming, regia di Wallace Fox (1950)

## Doppiatrici italiane
- Franca Dominici nel ridoppiaggio di Sherlock Holmes e nei doppiaggi tardivi di Sherlock Holmes e la perla della morte, Sherlock Holmes e la donna in verde e Il mistero del carillon
- Giovanna Scotto ne Il piccolo gigante
- Giovanna Cigoli ne Il massacro di Fort Apache